# Snailhouse

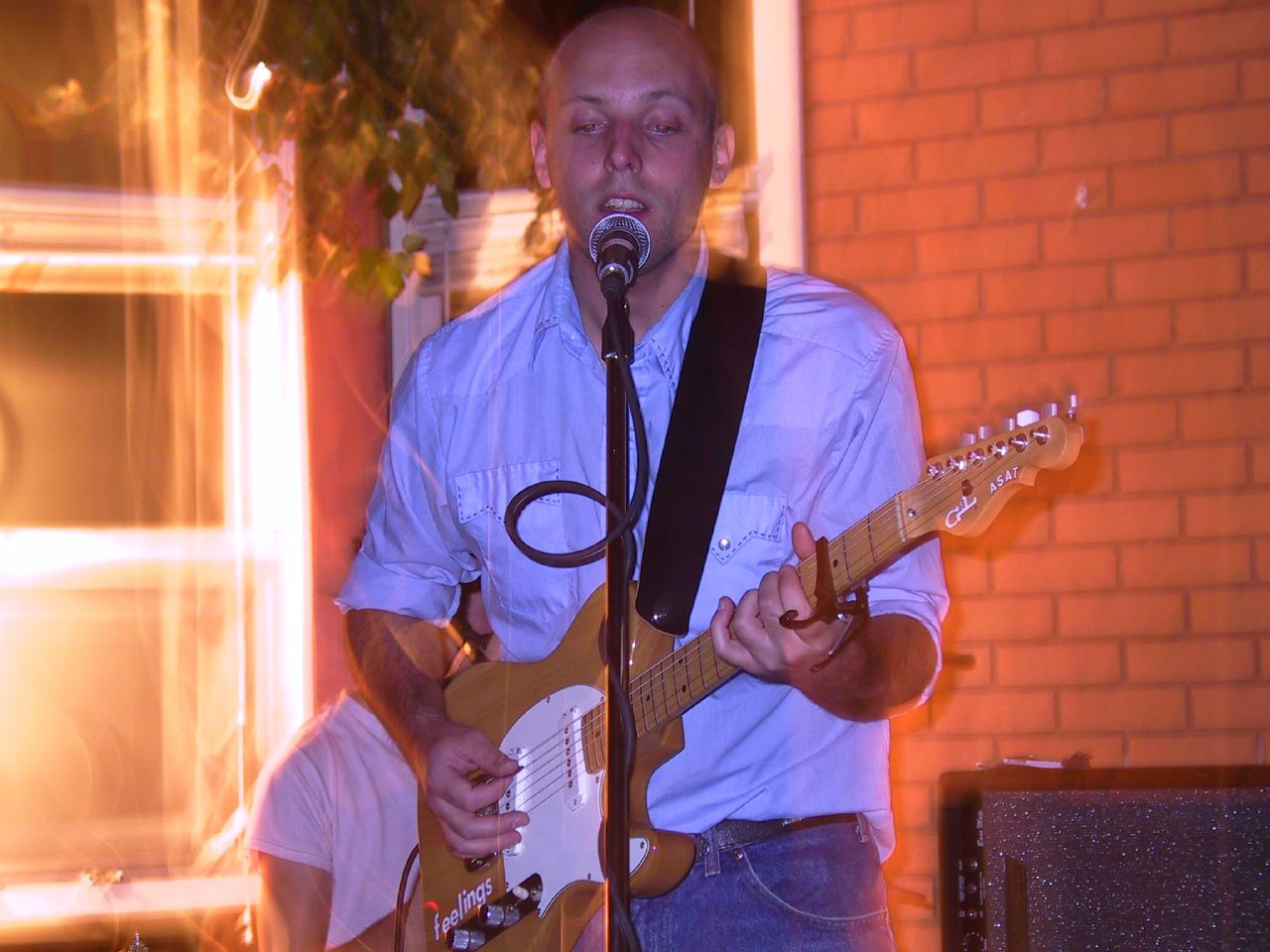
Snailhouse

Snailhouse ist ein kanadisches Indie-Rock-Musikprojekt des Kanadiers Mike Feuerstack.
Snailhouse entstand 1990 als Soloprojekt von Feuerstack, bevor er um 1992 mit mehreren Freunden die Indie-Rock-Band Wooden Stars gründete. Seit 1994 finden sich auf seinen Veröffentlichungen immer wieder die Namen bekannter Künstler des Indie-Rock als Gastmusiker: Jeremy Gara und Sarah Neufeld (beide Arcade Fire), Samir Khan (ex-Kepler), Julie Doiron usw.

## Diskografie
- 1994: Fine (Lunamoth)
- 1998: The Radio Dances (Rhythm of Sickness Records)
- 2001: A New Tradition (The Snailhouse Institute For The Recording Arts)
- 2001: The Opposite Is Also True (The Snailhouse Institute For The Recording Arts)
- 2005: The Silence Show (Scratch Recordings)
- 2008: Lies On The Prize (Unfamiliar Records, Mi Amante Records, Saved by Vinyl)
- 2010: Monumental Moments (Mi Amante Records)[1]
- 2011: Sentimental Gentleman (Mi Amante Records)